# آلیچه پاگانی
آلیس پاگانی (ایتالیایی: Alice Pagani؛ زادهٔ ۱۹ فوریهٔ ۱۹۹۸) بازیگر و مدل اهل ایتالیا است که بیشتر برای نقش لودوویکا استورتی در سریال نتفلیکس بیبی و استلا در فیلم لورو به کارگردانی پائولو سورنتینو شناخته می‌شود. از فیلم‌های دیگری که وی در آن‌ها نقش داشته است، می‌توان به رز سمی اشاره نمود.
‏در سال ۲۰۲۰، او همراه با نیکلاس هولت، کمپین «با هم قوی‌تریم» آرمانی را بر عهده داشت. در سال ۲۰۲۱، اولین رمانش به نام اوفلیا در سبک خودزندگی‌نامه‌ای و داستان بلوغ توسط آرنولدو موندادوری ادیتوره منتشر شد.

## زندگی شخصی
پاگانی اهل پیاتونی، شهری در استان اسکولی پیچنو در ناحیه مارکه است. والدینش کارگر کارخانه بودند و از یکدیگر جدا شده‌اند. او در کودکی به دلیل بیماری پورپورای هنوخ شوئن‌لاین بستری شد و به‌طور موقت به دلیل ناتوانی در حرکت از ویلچر استفاده می‌کرد. علاقه‌اش به مدلینگ زمانی شکل گرفت که در دوران بهبودی، با دوربینی که پدرش برای سرگرم‌کردنش به او داده بود، شروع به گرفتن عکس از کک‌ومک‌های صورتش کرد. پاگانی همچنین پس از آن‌که در مکان‌های عمومی مورد توجه عکاسان قرار گرفت، برای آن‌ها ژست گرفت. او دچار خوانش‌پریشی هم هست.
از سال ۲۰۱۸ تا ۲۰۲۱، او با رپر پایرِکس، عضو گروه دارک پولو گَنگ، در رابطه بود. این دو همچنین خانه‌ای در میلان خریدند.
‏در سال ۲۰۲۱، او بر روی جلد نسخه ایتالیایی مجله ونتی فر ظاهر شد تا از ممنوعیت تبعیض و جرایم ناشی از نفرت علیه زنان، افراد همجنس‌گرا و ترنس‌جندر حمایت کند.
‏او در سال ۲۰۲۳ با مدرک دیپلم پیشرفته در رشته بازیگری از «مدرسه هنرهای نمایشی لندن» فارغ‌التحصیل شد.